# Jean Tigana
Jean Amadou Tigana (n. 23 iunie 1955, Bamako, Sudanul Francez, acum Mali) este un antrenor și fost jucător de fotbal, care a antrenat mai multe echipe prin Franța. A avut 52 de apariții și un singur gol pentru echipa națională de fotbal a Franței.